# 2016년 11월
| 2016년: 1월 · 2월 · 3월 · 4월 · 5월 · 6월 · 7월 · 8월 · 9월 · 10월 · 11월 · 12월 |

...
| \| 2016년 11월 1일 (화요일) \| \| 편집 \|                                                                                                 |  |      |
| 스포츠 - 오스트레일리아의 경마대회인 멜버른 컵에서 케린 맥어보이가 우승했다. 맥어보이는 지난 2000년에 이어 두 번째로 우승컵을 거머쥐었다. |  |      |
| 2016년 11월 1일 (화요일) |  | 편집 |

| 2016년 11월 1일 (화요일) |  | 편집 |

| \| 2016년 11월 2일 (수요일) \| \| 편집 \| |  |      |
| 스포츠 - 대한민국의 프로야구단 두산 베어스가 2016년 한국시리즈 4차전을 이기며 4전 전승으로 우승하였다. 2015년에 이어 연달아 우승을 기록하였으며, MVP로는 두산 베어스의 양의지 선수가 선정되었다. 사건·사고 - 지난 10월 31일 중화인민공화국 충칭 시에서 발생한 탄광 폭발사고로 인하여 광부 33명이 사망한 것으로 확인되었다. |  |      |
| 2016년 11월 2일 (수요일) |  | 편집 |

| 2016년 11월 2일 (수요일) |  | 편집 |

| \| 2016년 11월 3일 (목요일) \| \| 편집 \| |  |      |
| 스포츠 - 미국의 프로야구단 시카고 컵스가 2016년 월드 시리즈에서 우승하였다. 1908년 이후 108년 만의 우승하며, MVP로는 시카고 컵스의 벤 조브리스트가 선정되었다. 정치 - 영국 고등법원은 브렉시트(Brexit)와 관련하여 의회의 승인 없이 리스본 조약 50조(Article 50, EU 탈퇴 협상 개시)를 발동할 수 없다고 판결하였다. 사건·사고 - 파키스탄 카라치(Karachi)에서 여객 열차끼리 정면 추돌하는 사고가 발생, 최소 16명이 사망하고 40명이 부상을 입었다. |  |      |
| 2016년 11월 3일 (목요일) |  | 편집 |

| 2016년 11월 3일 (목요일) |  | 편집 |

| \| 2016년 11월 4일 (금요일) \| \| 편집 \| |  |      |
| 정치 - 대한민국의 박근혜 대통령이 박근혜-최순실 게이트와 관련한 대국민담화를 통해 검찰 수사에 협조하겠다고 밝혔다. 사건·사고 - 터키 디야르바키르에서 발생한 차량 폭탄 공격으로 최소 1명이 숨지고, 30명이 부상을 입었다. |  |      |
| 2016년 11월 4일 (금요일) |  | 편집 |

| 2016년 11월 4일 (금요일) |  | 편집 |

| \| 2016년 11월 5일 (토요일) \| \| 편집 \| |  |      |
| 정치 - 대한민국 서울의 도심에서 열린 박근혜 퇴진 시위에 주최측 추산 20만 명의 인원이 참가하다. 국제 관계 - 인도네시아의 조코 위도도 대통령이 자카르타에서 발생한 대규모 시위로 오스트레일리아 순방 일정을 취소했다. 시위에서는 1명이 숨지고, 최소 250명의 부상자가 발생했음을 알 수 있다. |  |      |
| 2016년 11월 5일 (토요일) |  | 편집 |

| 2016년 11월 5일 (토요일) |  | 편집 |

| \| 2016년 11월 6일 (일요일) \| \| 편집 \| |  |      |
| 스포츠 - 프로축구 K리그 클래식 최종전에서 FC 서울이 박주영의 결승골로 전북 현대 모터스를 꺽고 극적인 대역전 우승에 성공하며 통산 6회 리그 우승을 달성하였다. - 매니 파퀴아오가 미국 라스베이거스 열린 세계복싱기구(WBO) 웰터급 타이틀전에서 제시 바르가스에 판정승을 거두며 챔피언에 올랐다. - 케냐의 마리 케이타니가 2016년 뉴욕 마라톤에서 우승하며, 대회 3연패(連霸)를 기록했다. |  |      |
| 2016년 11월 6일 (일요일) |  | 편집 |

| 2016년 11월 6일 (일요일) |  | 편집 |

| \| 2016년 11월 7일 (월요일) \| \| 편집 \| |  |      |
| 군사 - 이라크 군이 모술 남쪽의 마을 하맘 알 알릴(Hamam al-Alil)(en)에서 참수되어 매장된 시신 100여 구를 발견하였다. 정치 - 키프로스와 북키프로스의 정상이 스위스 몽 펠르랭(Mont Pèlerin)(en) 에서 닷새 일정으로 평화협상을 위한 정상회담을 시작했다. - 홍콩에서 대규모 반정부 시위가 발생하였다. 시위는 홍콩의 정당 청년신정 소속의 바조 렁(Baggio Leung)(en)과 와이칭 야우(Yau Wai-ching)(en)가 지난 10월 12일 입법회장에서 열린 취임식에서, 취임 선서를 하며 '홍콩은 중국이 아니다'라는 현수막을 어깨에 걸치고 독립을 주장한데 대하여, 중국에서 자격 박탈을 추진하고 나선데서 촉발되었다. - 우크라이나 오데사주 주지사미하일 사카슈빌리가 사임의사를 밝혔다. 조지아의 대통령을 지낸 뒤, 우크라이나로 건너온 그는 만연한 부패로 인한 직무수행불가를 사임의 이유로 들었다. 사건·사고 - 인도의 델리 지역에 심각한 스모그가 발생하여 주(州) 정부가 비상사태를 선포하고 일선 학교에 사흘간의 휴교령을 내렸다. - 베트남 중부 및 중부 고원지대에 홍수가 발생하여 최소 15명이 사망하고, 수천 명의 이재민이 발생했다. 12개 주에서 최소 200채의 주택이 파괴되고, 4만여 채가 침수되었다. |  |      |
| 2016년 11월 7일 (월요일) |  | 편집 |

| 2016년 11월 7일 (월요일) |  | 편집 |

| \| 2016년 11월 8일 (화요일) \| \| 편집 \| |  |      |
| 정치 - 미국의 제45대 대통령을 선출하기 위한 2016년 미국 대통령 선거가 실시되었다. - 대한민국 검찰이 박근혜-최순실 게이트와 관련하여 삼성전자 본사 등에 대한 압수수색을 실시했다. |  |      |
| 2016년 11월 8일 (화요일) |  | 편집 |

| 2016년 11월 8일 (화요일) |  | 편집 |

| \| 2016년 11월 9일 (수요일) \| \| 편집 \| |  |      |
| 정치 - 2016년 미국 대통령 선거 개표 결과 공화당 도널드 트럼프가 당선 확정되었다. 사건·사고 - 영국 런던의 크로이던에서 트램 탈선 사고가 발생하여 최소 7명이 사망하고, 51명이 부상을 입었다. - 2016년 미국 대통령 선거와 맞물려 캐나다 이민 관련 웹사이트의 문의가 폭주하였다. |  |      |
| 2016년 11월 9일 (수요일) |  | 편집 |

| 2016년 11월 9일 (수요일) |  | 편집 |

| \| 2016년 11월 10일 (목요일) \| \| 편집 \| |  |      |
| 군사 - 아프가니스탄 마자르이샤리프에 있는 독일 영사관에서 탈레반에 의한 폭탄 테러가 일어나 최소 2명이 사망하고, 90명이 부상을 입었다. 정치 - 미국 전역에 걸쳐 반트럼프 시위가 확산되고 있다. 도널드 트럼프는 2016년 미국 대통령 선거의 당선자이다. |  |      |
| 2016년 11월 10일 (목요일) |  | 편집 |

| 2016년 11월 10일 (목요일) |  | 편집 |

| \| 2016년 11월 11일 (금요일) \| \| 편집 \| |  |      |
|                                            |  |      |
| 2016년 11월 11일 (금요일)                  |  | 편집 |

| 2016년 11월 11일 (금요일) |  | 편집 |

| \| 2016년 11월 12일 (토요일) \| \| 편집 \| |  |      |
| 정치 - 대한민국의 서울특별시 도심에서 박근혜-최순실 게이트 등에 항의하는 6차 민중총궐기 시위에 주최 측 추산 100만명, 경찰 추산 26만명이 참여해 박근혜 대통령 퇴진을 요구했다. |  |      |
| 2016년 11월 12일 (토요일) |  | 편집 |

| 2016년 11월 12일 (토요일) |  | 편집 |

| \| 2016년 11월 13일 (일요일) \| \| 편집 \| |  |      |
| 정치 - 불가리아의 대통령 선거에서 공군 사령관 출신의 루멘 라데프(Rumen Radev)(en)가 당선되었다. 법과 범죄 - 필리핀의 대통령 로드리고 두테르테가 인신보호청원 제도를 중단시킬 수 있다고 밝혔다. |  |      |
| 2016년 11월 13일 (일요일) |  | 편집 |

| 2016년 11월 13일 (일요일) |  | 편집 |

| \| 2016년 11월 14일 (월요일) \| \| 편집 \|                                                                          |  |      |
| 재해·사고 - 뉴질랜드 크라이스트처치 북부 카이코우라 인근에서 규모 7.8의 강진이 발생하고, 수 차례의 여진이 이어졌다. |  |      |
| 2016년 11월 14일 (월요일)                                                                                           |  | 편집 |

| 2016년 11월 14일 (월요일) |  | 편집 |

| \| 2016년 11월 15일 (화요일) \| \| 편집 \| |  |      |
| 정치 - 벤 카슨이 차기 도널드 트럼프 내각의 보건복지부 장관직 제안을 거절하였다. 벤 카슨은 2016년 미국 대통령 선거 공화당 당내 경선에 나섰던 인물 중 하나이다. 범죄 - 미국 오클라호마시티 윌 로저스 국제공항에서 총격사건이 발생하여 최소 1명이 숨졌다. 총격사건으로 한 때 항공기의 이착륙 전면 금지되었으며, 수십 편의 항공기가 결항되었다. |  |      |
| 2016년 11월 15일 (화요일) |  | 편집 |

| 2016년 11월 15일 (화요일) |  | 편집 |

| \| 2016년 11월 16일 (수요일) \| \| 편집 \| |  |      |
| 정치 - 러시아의 블라디미르 푸틴 대통령이 로마 규정 하의 국제형사재판소체제 탈퇴를 지시를 하였다. 러시아는 로마 규정에 서명하였으나 그간 비준을 미루다가 완전 탈퇴하는 것이다. 재해·사고 - 이란의 수도 테헤란에서 심각한 스모그가 발생하여 지난 23일간 412명이 사망하였다. 또한 모든 학교에는 휴교령이 내려졌다. |  |      |
| 2016년 11월 16일 (수요일) |  | 편집 |

| 2016년 11월 16일 (수요일) |  | 편집 |

| \| 2016년 11월 17일 (목요일) \| \| 편집 \|                    |  |      |
| 교육 - 대한민국에서 2017학년도 대학수학능력시험이 실시되었다. |  |      |
| 2016년 11월 17일 (목요일)                                     |  | 편집 |

| 2016년 11월 17일 (목요일) |  | 편집 |

| \| 2016년 11월 18일 (금요일) \| \| 편집 \| |  |      |
| 과학·기술 - 중국의 우주비행사 두 명을 태운 선저우 11호가 지구로 귀환하였다. 이 두 명은 중국인 우주비행사로서는 가장 긴 33일간 우주에 머물렀다. |  |      |
| 2016년 11월 18일 (금요일) |  | 편집 |

| 2016년 11월 18일 (금요일) |  | 편집 |

| \| 2016년 11월 19일 (토요일) \| \| 편집 \| |  |      |
| 정치 - 대한민국 전역에서 박근혜 대통령의 하야를 촉구하는 시위가 열렸다. - 말레이시아의 수도 쿠알라룸푸르에서 나집 라작 총리의 퇴진을 촉구하는 시위가 열렸다. 나집 라작 총리는 비자금 조성 의혹을 받고 있다. |  |      |
| 2016년 11월 19일 (토요일) |  | 편집 |

| 2016년 11월 19일 (토요일) |  | 편집 |

| \| 2016년 11월 20일 (일요일) \| \| 편집 \| |  |      |
| 스포츠 - 영국 런던에서 열린 테니스 대회인 2016 ATP 월드 투어 파이널에서 앤디 머리가 노박 조코비치를 꺾고 우승하였다. 사고 - 인도 북부의 우타르프라데시 주(州) 푸크라얀(Pukhrayan)에서 열차 탈선 사고가 발생하여 최소 107명이 사망하고, 72명이 중상을 입었다. 정치 - 대한민국 서울중앙지검이 박근혜-최순실 게이트 관련자 3인을 기소하고 박근혜 대통령을 공범으로 적시하다. |  |      |
| 2016년 11월 20일 (일요일) |  | 편집 |

| 2016년 11월 20일 (일요일) |  | 편집 |

| \| 2016년 11월 21일 (월요일) \| \| 편집 \| |  |      |
| 스포츠 - 미국 축구 국가대표팀 감독 위르겐 클린스만이 경질되었다. 미국 국가대표팀은 앞서 열린 11월 12일 멕시코 전, 16일 코스타리카 전에서 2연패 당하며 조 최하위로 밀려났다. |  |      |
| 2016년 11월 21일 (월요일) |  | 편집 |

| 2016년 11월 21일 (월요일) |  | 편집 |

| \| 2016년 11월 22일 (화요일) \| \| 편집 \| |  |      |
| 정치 - 대한민국의 국무회의에서 최순실 특검법 공포와 한일 군사비밀정보보호협정을 재가하였다. 재해· 사고 - 일본 후쿠시마에서 리히터 7.3의 강진이 발생하였다. 일본기상청은 최대 3 m의 쓰나미가 예상된다며 경보를 발령하였다. - 대한민국 서울특별시 석촌역 인근에서 상수도관 파열 사고가 일어나 일대가 물바다가 되었다. 이로 인하여 석촌역 일대의 교통이 마비되고, 송파대로가 전면 통제되었다. |  |      |
| 2016년 11월 22일 (화요일) |  | 편집 |

| 2016년 11월 22일 (화요일) |  | 편집 |

| \| 2016년 11월 23일 (수요일) \| \| 편집 \|                                                                             |  |      |
| 정치 - 미국의 대통령 선거 당선자 도널드 트럼프가 차기 UN대사로 사우스캐롤라이나주(州) 주지사 니키 헤일리를 지명하였다. |  |      |
| 2016년 11월 23일 (수요일)                                                                                              |  | 편집 |

| 2016년 11월 23일 (수요일) |  | 편집 |

| \| 2016년 11월 24일 (목요일) \| \| 편집 \| |  |      |
| 정치 - 대한민국 검찰 특별수사본부는 박근혜-최순실 게이트와 관련하여 정부세종청사에 위치한 기획재정부를 압수 수색하였다. 재해·사고 - 중화인민공화국 장시성 펑청시의 한 발전소 공사현장에서 붕괴사고가 발생하여 최소 22명이 숨지고 2명이 부상을 입었다. |  |      |
| 2016년 11월 24일 (목요일) |  | 편집 |

| 2016년 11월 24일 (목요일) |  | 편집 |

| \| 2016년 11월 25일 (금요일) \| \| 편집 \|                     |  |      |
| 정치 - 쿠바의 정치가 피델 카스트로가 90세의 나이로 사망하였다. |  |      |
| 2016년 11월 25일 (금요일)                                      |  | 편집 |

| 2016년 11월 25일 (금요일) |  | 편집 |

| \| 2016년 11월 26일 (토요일) \| \| 편집 \| |  |      |
| 정치 - 대한민국 전역에서 박근혜 대통령의 하야를 촉구하는 시위가 열렸다. 서울 광화문에 150만명, 지방 40만명 등 전국적으로 190만명이 집결했다. 100만 촛불이 모인 지난 12일 이후 최대 규모다. |  |      |
| 2016년 11월 26일 (토요일) |  | 편집 |

| 2016년 11월 26일 (토요일) |  | 편집 |

| \| 2016년 11월 27일 (일요일) \| \| 편집 \| |  |      |
| 정치 - 스위스의 국민투표에서 2029년까지 원자력 발전소 조기 가동중단 법안이 반대 54.2%로 부결되었다. 스위스 연방정부는 2050년까지 5기의 원전을 단계적으로 폐쇄할 계획인데, 이를 2029년으로 앞당겨야 한다며 녹색당에서 주도한 법안이었다. |  |      |
| 2016년 11월 27일 (일요일) |  | 편집 |

| 2016년 11월 27일 (일요일) |  | 편집 |

| \| 2016년 11월 28일 (월요일) \| \| 편집 \| |  |      |
| 국제 관계 - 네덜란드와 벨기에간의 뫼즈강 유역 영토 교환 조약이 체결되었다. 1843년 뫼즈강을 경계로 양국 국경이 결정되었으며, 이후 1961년 제방을 곧게 정비하는 과정에서 양국의 영토가 일부가 서로의 영토로 붙게되면서 원소속국가에서 접근이 어려워졌다. 양국은 이 땅들을 교환하기로 하고, 지난 2016년 6월 23일 합의 서명에 이어, 이번에 조약을 체결하였다. 양국에서 조약이 비준되면, 2018년 1월 1일 해당 조약은 발효된다. 재해·사고 - 콜롬비아 메데인에서 라미아 항공 2933편 추락 사고가 발생하여 브라질의 축구단 샤페코엔시의 단원들을 포함하여 75명이 사망하였다. - 미국 오하이오주(州) 오하이오 주립 대학교에서 총격사건이 발생하여 최소 8명이 부상을 입었으며, 이중 1명은 중태다. |  |      |
| 2016년 11월 28일 (월요일) |  | 편집 |

| 2016년 11월 28일 (월요일) |  | 편집 |

| \| 2016년 11월 29일 (화요일) \| \| 편집 \| |  |      |
|                                            |  |      |
| 2016년 11월 29일 (화요일)                  |  | 편집 |

| 2016년 11월 29일 (화요일) |  | 편집 |

| \| 2016년 11월 30일 (수요일) \| \| 편집 \| |  |      |
| 사회 - 대한민국의 박근혜-최순실 게이트 특별검사에 박영수 전(前) 서울고검장이 임명되었다. 과학 - 국제 순수·응용 화학 연합에서 니호늄(113), 모스코븀(115), 테네신(117), 오가네손(118) 등 새로 발견된 초우라늄 원소들의 공식 명칭을 확정하였다. 스포츠 - 노르웨이의 체스 그랜드마스터 망누스 칼센이 2016년 세계 체스 선수권 대회에서 세르게이 카랴킨을 꺾고 챔피언에 올랐다. 2016년 대회는 미국 뉴욕에서 열렸다. |  |      |
| 2016년 11월 30일 (수요일) |  | 편집 |

| 2016년 11월 30일 (수요일) |  | 편집 |

| <          | 2016년 11월 | 2016년 11월  | 2016년 11월 | 2016년 11월 | 2016년 11월 | >          |
| 일         | 월          | 화           | 수          | 목          | 금          | 토         |
|            |             | 1 10.2 정해  | 2 3 무자    | 3 4 기축    | 4 5 경인    | 5 6 신묘   |
| 6 7 임진   | 7 8 계사    | 8 9 갑오     | 9 10 을미   | 10 11 병신  | 11 12 정유  | 12 13 무술 |
| 13 14 기해 | 14 15 경자  | 15 16 신축   | 16 17 임인  | 17 18 계묘  | 18 19 갑진  | 19 20 을사 |
| 20 21 병오 | 21 22 정미  | 22 23 무신   | 23 24 기유  | 24 25 경술  | 25 26 신해  | 26 27 임자 |
| 27 28 계축 | 28 29 갑인  | 29 11.1 을묘 | 30 2 병진   |             |             |            |

| - 11월 25일 - 피델 카스트로 - 11월 8일 - 미국 대통령 선거 편집하기 |